# Araitz
Araitz là một đô thị trong tỉnh và cộng đồng tự trị Navarre, Tây Ban Nha. Đô thị này có diện tích là 39,35 ki-lô-mét vuông, dân số năm 2007 là 586 người.
Đô thị nằm ở độ cao m trên 228 mực nước biển.

## Biến động dân số
| Biến động dân số                                     | Biến động dân số | Biến động dân số | Biến động dân số | Biến động dân số | Biến động dân số | Biến động dân số | Biến động dân số | Biến động dân số | Biến động dân số | Biến động dân số |
| 1996                                                 | 1998             | 1999             | 2000             | 2001             | 2002             | 2003             | 2004             | 2005             | 2006             | 2007             |
| ---------------------------------------------------- | ---------------- | ---------------- | ---------------- | ---------------- | ---------------- | ---------------- | ---------------- | ---------------- | ---------------- | ---------------- |
| 613                                                  | 606              | 613              | 611              | 608              | 592              | 595              | 581              | 577              | 588              | 586              |
| Nguồn: Araitz et instituto de estadística de navarra |                  |                  |                  |                  |                  |                  |                  |                  |                  |                  |